# Cartwright Airport
Cartwright Airport (IATA: YRF, ICAO: CYCA) is een vliegveld in Newfoundland en Labrador, de oostelijkste provincie van Canada. Het vliegveld bevindt zich op 2 km ten zuidwesten van de gemeente Cartwright in het oosten van de regio Labrador. Cartwright Airport is bereikbaar via provinciale route 516.
Het vliegveld heeft één landingsbaan met een lengte van 1.200 m en die bestaat uit een grindoppervlak. De uitbater is de provincieoverheid van Newfoundland en Labrador.

## Bestemmingen
Anno 2024 is PAL Airlines de enige luchtvaartmaatschappij die Cartwright Airport gebruikt voor passagiersvluchten. Tweemaal per week wordt er gevlogen van en naar Goose Bay (de belangrijkste luchthaven van Labrador) en naar Black Tickle (een afgelegen eilandgemeenschap).
| Maatschappij | Bestemmingen            |
| ------------ | ----------------------- |
| PAL Airlines | Black Tickle, Goose Bay |